# Hugo Kubinyi
Hugo Kubinyi (* 1940 in Wien) ist ein österreichischer Chemiker (Pharmazeutische Chemie, Wirkstoffdesign).
Kubinyi studierte ab 1958 Chemie in Wien und wurde 1965 an der Ludwig-Maximilians-Universität München bei Adolf Butenandt und Erich Hecker promoviert (Isolierung, Struktur und Partialsynthese biologisch aktiver Naturstoffe aus Crotonöl), wobei die Dissertation am Max-Planck-Institut für Biochemie in München angefertigt wurde. Als Post-Doktorand war er 1965/66 am Deutschen Krebsforschungszentrum in Heidelberg. Ab 1966 war er bei der Knoll AG (die später zu BASF, heute Abbott) kam, wo er sich mit Naturstoffchemie befasste und teilsynthetische Herzglykoside entwickelte (Meproscillarin, ab 1978 zugelassen). Ab 1972 leitete er dort die Abteilung Forschung an Naturstoffen. 1978 habilitierte er sich an der Universität Heidelberg (Lipophilie und biologische Aktivität: Ein Beitrag zu quantitativen Struktur-Wirkungsbeziehungen), wo er ab 1986 Professor für Pharmazeutische Chemie war. Ab 1985 war er bei der BASF, bei der er 2001 pensioniert wurde. Ab 1987 war er dort für das Wirkstoffdesign, Molecular Modelling und Röntgenkristallographie von Proteinen zuständig und ab 1998 auch für Kombinatorische Chemie in den Biowissenschaften. Er forschte besonders über QSAR-Methoden und Struktur-Wirkungsbeziehungen.
Er erhielt mit Hans-Joachim Böhm und Gerhard Klebe den Literaturpreis des Fonds der Chemischen Industrie für ihr Buch über Wirkstoffdesign.
1995 bis 2001 stand er der Cheminformatics and QSAR Society vor. 2006 erhielt er den Herman Skolnik Award und 2008 den Nauta Award in Pharmacochemistry der European Federation for Medicinal Chemistry (EFMC) und war außerdem Nauta Gastprofessor an der Freien Universität Amsterdam. Er ist IUPAC Fellow.
Er ist Mitherausgeber der Buchreihe Methods and Principles in Medicinal Chemistry bei Wiley-VCH.

## Schriften
- mit Hans-Joachim Böhm, Gerhard Klebe: Wirkstoffdesign, Spektrum Akademischer Verlag 1996
- mit G. Müller (Hrsg.): Chemogenomics in Drug Discovery – A Medicinal Chemistry Perspective, Methods and Principles in Medicinal Chemistry, Band 22, Wiley-VCH 2004
- QSAR. Hansch Analysis and Related Approaches, in R. Mannhold, P. Kroogsgard-Larsen, H. Timmermann (Hrsg.): Methods and Principles in Medicinal Chemistry, Band 1, VCH, Weinheim 1993
- Herausgeber: 3D QSAR in Drug Design. Theory, Methods and Applications, ESCOM, Science Publishers B.V., Leiden, 1993.
- Herausgeber mit G. Folkers, Y. C. Martin: 3D QSAR in Drug Design, Band 2:. Ligand-Protein Komplexes and Molecular Similarity, Kluwer / ESCOM, Dordrecht, 1998 (auch in Persp. Drug Discov. Design 9-11, 1998)
- Herausgeber mit G. Folkers, Y. C. Martin: 3D QSAR in Drug Design, Band 3: Recent Advances, Kluwer/ESCOM, Dordrecht, 1998 (auch in Persp. Drug Discov. Design 12-14, 1998)
- Herausgeber: Drug Discovery Technologies, Comprehensive Medicinal Chemistry II (Hrsg. J. B. Taylor, D. J. Triggle), Band 3, Elsevier, Oxford, 2007 (darin von Kubinyi: Chemogenomics in Drug Discovery, S. 921–937)
- The Drug Discovery Process, in: Wiley Handbook of Current and Emerging Drug Therapies, John Wiley & Sons, Hoboken, NJ, 2006, S. 3–23.
- The Changing Landscape in Drug Discovery, in: R. M. Stroud (Hrsg.), Computational Approaches to Structure Based Drug Design, Royal Society of Chemistry, London, 2007, S. 24–45.
- Leitstrukturen – der Start zum Arzneimittel, Österreichische Apotheker-Zeitung, Band 60, 2006, S. 1112–1115